# Portrait of a White Marriage (película de 1988)
Portrait of a White Marriage es una película de comedia y romance de 1988, dirigida por Harry Shearer, escrita por Martin Mull y Allen Rucker, musicalizada por Wendy Mull, a cargo de la fotografía estuvo Hilyard John Brown y el elenco está integrado por Martin Mull, Mary Kay Place y Fred Willard, entre otros. El filme fue realizado por Universal Pay Television, se estrenó el 27 de agosto de 1988.

## Sinopsis
Joyce y Hal Harrison tienen un matrimonio ideal hasta que Joyce le dice a su presentador de programas de entrevistas preferido, Martin Mull, que vaya a su pueblo en Ohio y filme un capítulo de su programa de televisión. Hal enseguida se pone celoso y actúa en respuesta a esa propuesta.

## Reparto
- Martin Mull como Martin Mull.
- Mary Kay Place como Joyce Harrison.
- Fred Willard como Hal Harrison.
- David Arnott como Miembro del Staff #1.
- Kate Benton como Mrs. Enid Fletcher.
- Lew Brown como Mayor Norman Sturgeon.
- Marcia Ann Burrs como Mujer de la audiencia #1 - (Marcia Bures).
- Helen Page Camp como Mujer de la audiencia #2.
- Beatrice Colen como Mrs. Peaco.
- Robin Williams como Vendedor de aire acondicionado - (sin acreditar).